# Luciano Martins
Luciano Martins (Porto Alegre, 5 de setembro de 1996) é um artista plástico brasileiro que se tornou muito conhecido por conta de sua pintura que lembram traços infantis, porém lúdicos.
É um dos artistas mais vendáveis da sua geração. Suas obras pintadas com tinta aquarela pra trabalho, Luciano Martins foi convidado, juntamente com suas obras, para estar à frente de muitas organizações não governamentais, como a APAE de Santos, Pomerode, ABRALE e Arte solidária.
Criador de um manifesto artístico que se baseia nos registros de sua vivência e nas coisas que ocorrem no dia a dia, o artista tenta influenciar aqueles que apreciam suas telas a construírem  um olhar mais positivo sobre a vida. Com seus traços tornou-se um dos profissionais mais respeitados de sua geração. Já realizou mais de 100 exposições regionais, nacionais e internacionais, e ainda realiza um trabalho educacional com alunos da rede pública e privada, fazendo com que as crianças também se apaixonem pela arte.

## Biografia
Luciano Martins nasceu em 4 de setembro de 1966 em Porto Alegre, capital do Rio Grande do Sul, filho de João Carlos Costa de Oliveira e Ione Maria Martins de Oliveira, ele tem três irmãos: Fabio Martins, Roberto Martins e Luiz Felipe Martins. Sua família foi a responsável por lhe apresentar a arte de se comunicar a partir de desenhos, e durante sua infância o artista criou gosto pelo universo das cores. Foi a partir deste momento que Luciano começou a originar sua arte, que no primeiro momento se assemelhavam ao Cartoon. Seu sonho, nesta fase da vida, era ser chargista ou cartunista do Jornal Zero Hora, de Porto Alegre. Gostava de brincar que era dono de sua própria editora e começava a criar histórias em quadrinhos. No decorrer dos anos, Luciano foi crescendo e começou a trabalhar como criador de charges nos jornais do bairro onde morava. Em 1986, aos 20 anos, como não conseguiu trabalhar em outros grandes jornais, ele entrou na área da publicidade e propaganda na empresa Martins Andrade Comunicação, como estagiário e depois como diretor de arte, onde ele traduzia para o desenho as ideias dos publicitários da agência.
Admirador do surf, sempre gostou muito de ir para Florianópolis, capital de Santa Catarina e acabou se mudando para lá em 1994. Em seguida ele foi trabalhar em uma empresa que também atuava na área da publicidade, um ambiente em que ele pode explorar ainda mais a sua criatividade. Entrou na empresa por saber desenhar e ficou com o cargo de ilustrador. Com o passar do tempo, foi ganhando espaço dentro da agência e foi promovido para o cargo de editor de arte. Sempre muito conectado com a estética e a arte, Luciano chegou a ganhar mais de 200 prêmios, entre eles, regionais, nacionais e internacionais como publicitário. Em sua vida pessoal, Luciano Martins teve um relacionamento estável em 1995, mas se separaram alguns anos depois, em 2005. Deste relacionamento, o artista teve duas filhas, uma nasceu em 1996 e a outra em 2000.
Ele atuou como publicitário por 20 anos e em um de seus trabalhos para uma agência, foi solicitado que ele criasse uma campanha para uma mostra de decoração para a CASACOR, um lugar onde funciona um mostra de arquitetura, paisagismo e design de interiores, e o conceito da campanha era para que as pessoas vissem suas casas criarem vida. Foi quando ele teve a ideia de fazer uma pintura, mesmo já tendo a opção de utilizar um computador com um programa próprio para fazer o trabalho, Luciano preferiu fazer a obra a mão. Foi este o momento em que ele pode reviver a sua paixão pela arte manual. O resultado final deste ato foi muito bem aceito pelos colegas de trabalho e pelo público em geral, que começaram a pedir uma cópia da imagem. Foi então que Luciano começou a desenhar para seus amigos e família.
Ao se mudar para a cidade, Luciano Martins começou a se dedicar mais a arte e esboçar os seus primeiros traços como um artista plástico. Nunca chegou a fazer faculdade ou um curso para aprimorar suas obras e seus traços, tudo o que sabe fazer, foi por ele mesmo aprimorado. Um dia o artista estava andando na Rua Bocaiúva, no centro de Florianópolis, em Santa Catarina, quando se deparou como um de seus cartazes exposto na Galeria de Arte Beatriz Telles Ferreira. O artista então procurou a dona do estabelecimento e para saber se ela costumava trabalhar com novos artistas e consequentemente uma parceria fosse feita. Naquele mesmo dia, Luciano Martins passou a noite desenhando para voltar à galeria de arte no dia seguinte e mostrar um pouco do seu acervo de obras para a proprietária do local. Ela gostou de seu trabalho e foi este então o momento que ele deu o seu primeiro passo para a carreira de artista plástico.

## Carreira
A primeira obra que Luciano fez em Florianópolis, em 1996, ainda está com ele. Não foi um de seus melhores quadros, um personagem desfigurado e azul, com um fundo chocante vermelho, com um ar melancólico semelhantes ao estilo das obras de Pablo Picasso. Como a galeria de arte não conseguiu vendê-lo, o artista guarda esse quadro como sua própria relíquia. Sua primeira exposição coletiva foi em 1997, em uma mostra que se chamava “Fratura Exposta”. A partir deste momento, o artista quis concretizar seu sonho de construir sua própria galeria de arte e ateliê. Fato que ainda não havia ocorrido por estar receoso sobre como sua vida iria seguir caso ele decidisse viver apenas pela arte. Em 2008, com a ajuda de seu irmão, Fabio Martins, ele conseguiu realizar este sonho, foi criada a Galeria de Arte Luciano Martins, localizada em Florianópolis, Santa Catarina.
No momento em que o espaço foi criado, o artista já havia decidido se desconectar completamente da área da publicidade e propaganda. Aos poucos Luciano Martins foi ficando cada vez mais reconhecido dentro e fora do universo artístico, sua carreira foi crescendo e convites para concretizar parcerias foram surgindo. Na primeira fase do artista, onde estão suas obras menos conhecidas, suas pinturas eram excessivamente coloridas e multiformes. No ano de 2011, Luciano Martins foi convidado para participar como artista âncora da Cow Parade, um dos maiores eventos de arte outdoor do mundo, que ocorreu pela primeira vez em Santa Catarina.
Em 2015, Luciano Martins completou 15 anos de carreira como artista plástico e fez um evento, em Florianópolis, para comemorar. No local havia uma exposição que funcionava como uma retrospectiva onde foram reunidas cerca de 48 obras do artista. A mostra foi separada em três fases distintas de Luciano: a primeira fase intitulada de “Começo”, foi feita com obras de 2000 a 2015, a segunda fase se chamava “Exposições Internacionais”, que foi composta por obras de 2006 a 2010 e a última fase foi denominada como “Releituras”, que contava com obras feitas a partir de 2010 e iam até o ano de 2015. A mostra foi projetada deste jeito para que fosse possível notar a evolução do trabalho do artista, mostrando a consolidação de suas figuras estéticas. Na primeira fase de sua carreira, suas obras eram feitas com nariz e dentes, e com o passar do tempo, suas obras mais conhecidas já não possuíam mais essas características.
Até o momento, em todos esses anos, cerca de 80 mostras foram contabilizadas no currículo do artista, dando destaque para algumas exposições internacionais em países como Itália, França, Argentina, Estados Unidos, Portugal e Espanha. Seu trabalho faz com que qualquer pessoa se impressione com a quantidade de cores e alegria que existe em seus quadros, sendo possível tocar o imaginário de qualquer pessoa que os veja. Luciano Martins se tornou um símbolo, ficou ainda mais conhecido e caiu no gosto da população que reside em Santa Catarina. No evento de comemoração de seus 15 anos de carreira, o artista anunciou que estava realizando um projeto para criar um livro sobre a sua história. No mesmo evento, Paulo Amaral, diretor do Museu de Artes do Rio Grande do Sul, conta o motivo pelo qual as obras do artista chamaram a sua atenção: "levando em conta que o Luciano faz releituras, ele procura também captar a técnica do artista original e ele é muito feliz nesse modo que ele faz a arte", disse Paulo Amaral.
No mesmo ano, o artista foi convidado à participar de três grandes exposições: a Elephante Parade, um leilão beneficente das esculturas de elefantes que estavam espalhadas pela cidade de São Paulo em 2017, a coletiva “Ayrton Senna na cabeça e no coração”, que levava para diversas cidades capacetes inéditos customizados por personalidades e admiradores do ídolo Ayrton Senna e a mostra “Almas e Luzes”, uma exposição onde se reúnem apenas 12 trabalhos e o temas principal são os deuses, santos e seres mitológicos. Em 2017 ele ganhou um certificado de Grand Prix da Miami River Art Fair, uma feira internacional de arte contemporânea, que recebe projetos e artistas de classe mundial. Suas obras ainda figuram em coleções particulares de experts e celebridades como Gisele Bündchen, Regina Casé, Ivete Sangalo, Giovanna Antonelli, Gustavo Kuerten, Romário, Selton Mello, Julio Iglesias, David Guetta, entre outros.

## Produtos licenciados
Ao entender o alcance que suas obras poderiam tomar, Luciano Martins permitiu que elas passassem a estampar tolhas, canecas, almofadas, cadernos, malas, chinelos e embalagens no geral. Para que está nova fase de suas carreira desse certo, o artista optou por filiar-se a uma empresa que apenas cuidasse deste tipo de gerenciamento de licenciamentos. Suas criações são licenciadas em produtos e em peças de grandes empresas nacionais e internacionais. Atualmente a License Solutions é a empresa responsável por gerenciar todas as novas negociações e controlar os royalties gerados pelos contratos firmados pelo artista.
Luciano Martins assina produtos licenciados por marcas como Cacau Show, Condor Pincéis, Condor S/A, Nig Brinquedos, Oral Gift, Ciclo, Cosméticos, Uatt e  Sude.

## Ações sociais
Luciano está à frente de mais de 100 organizações não governamentais. Mergulha nas causas sociais por querer que sua arte de voz ativa a cada pessoa. Entre as instituições que realizam trabalhos sociais e que o artista apoia emprestando sua arte estão: APAE de Santos, Pomerode, ABRALE, Florianópolis, Jaraguá do Sul, Instituto Voluntários em Ação, AMUCC – Outubro Rosa, Mostre a Língua para o Câncer de Boca, Solidarity Art, Friends of the School Program, Associação Catarinense para Integração do Cego, Centro de Evangelização Popular, Massa Solidária, Instituto Gustavo Kuerten, Benefest, Luz do Teu Sorriso, Associação dos Voluntários de São Roque, Instituto Ayrton Senna, Hospital Infantil Joana de Gusmão, Abrace Sorrisos, Nosso Mundo, Crepúsculo da Alma, Naninhas do Bem, Hospital de Câncer de Barretos entre outras.
Em depoimento ao documentário “Arte, Cor e Vida”, de Claudiomar Vill, Alice Kuerten relata que Luciano Martins se doa a partir do seu saber a partir da sua arte. “Nós do Instituto Gustavo Kueten já fomos beneficiados com a arte do Luciano e fomos muito valorizados por isso. Eu o parabenizo por ele ter essa atitude e por seu modo de ser”, diz Alice. 

## Inclusão pela arte
Com a intenção de fazer com que as crianças se atentem e criem o gosto pela arte, não necessariamente pela sua, mas apenas pela arte em uma maneira geral, Luciano Martins realiza em escolas de todo o Brasil um trabalho educativo com alunos da rede pública e privada. O artista incentiva as crianças também as convidando para irem até sua Galeria e Ateliê, onde elas têm acesso a uma conversa descontraída sobre o assunto e podem também experimentar um pouco de como é fazer arte com algumas oficinas que são disponibilizadas na Galeria de arte Luciano Martins.
Muitas crianças estão estudando mais sobre a obra do artista e segundo a professora de artes, Patricia Reuter, as crianças se identificam muito com o trabalho do artista por conta dos traços que ele possui ao desenhar, por serem semelhantes aos traços infantis. Todos os anos Luciano Martins recebe muitas crianças em sua galeria, sinal de que seu trabalho educacional está funcionando. 

## Principais Influenciadores
As obras de Luciano Martins possuem um viés muito particular, mas para que o artista desenvolvesse esse gosto pela arte, ele teve alguns influenciadores que o levaram a seguir e a aprimorar o modo em que seus traços e cores são feitos. Entre os principais influenciadores na vida do artista plásticos estão: Mauricio de Souza, Walt Disney, Pablo Picasso, Van Gogh, Tarsila do Amaral, Amedeo Modigliani e Candido Portinari.

## Principais Obras
- Releitura Frida Kahlo – 60cmx80cm

Para realizar está obra,o artista usa elementos característicos aos das obras originais da artista mexicana, Frida Kahlo.
- Releitura Monalisa - 65cmx85cm

Releitura da obra do pintor renascentista Leonardo da Vinci.
- Minha Infância – 70cmx100cm

Está obra é um autorretrato de Luciano Martins, onde relembra sua infância e os brinquedos daquela época. Este é um quadro que pertence ao acervo particular do artista.
- Gato Fatiado – 90cmx120cm

Este quadro foi pintando após uma viagem de Luciano para os Estados Unidos. Onde participou de uma das feiras mais importantes do mundo sobre arte moderna e contemporânea que acontece nas cidades de Basileia, Miami Beach e Hong Kong: a Art Basel.
- Tom Jobim – 200cmx200cm

Um retrato de Antônio Carlos Brasileiro de Almeida Jobim, mais conhecido por seu nome artístico, Tom Jobim. Ao realizar esta obra, Luciano Martins quis homenagear o então musicista e um dos criadores da Bossa Nova, movimento mais influente da história da música popular brasileira.
- Releitura O Beijo – 70cmx140cm

Está é uma releitura da obra do pintor austríaco Gustav Klimt, um quadro que pertence ao período denominado de fase dourada do artista.
- Estátua da Liberdade – 100cmx180cm

Luciano fez este quadro em homenagem ao maior símbolo de Nova York. Uma representação da Deusa romana da Liberdade, “Libertas”.
- Gala – 90cmx120cm

Está obra pertence a uma fase de Luciano Martins que é classificada como o momento em que ele passou a “enrolar” os personagens que criava. Representando de uma forma simbólica o amor próprio. Esta é uma obra que possui tendência surrealistas.
- Cores de Joana – 80cmx100cm

Este também é um quadro onde o artista traz as influencias surrealistas, utilizando formas e cores do subconsciente, tendo a intenção de que este seja um trabalho que não se tenha uma compreensão lógica ao olhá-lo. Mas este quadro também exalta a beleza e a alegria de suas criações.

## Ligaçoes externas
- Donna, Revista. «Luciano Martins, um amor de pintor | Donna». revistadonna.clicrbs.com.br. Consultado em 3 de setembro de 2017
- «Jurerê Magazine». Jurerê Magazine. Consultado em 3 de setembro de 2017
- «Luciano Martins abre exposição no CIC com os artistas argentinos Patricia di Loreto e Javier Urani | AcontecendoAqui». acontecendoaqui.com.br. Consultado em 11 de setembro de 2017
- «Luciano Martins». revistabemestar.com. Consultado em 6 de setembro de 2017
- Lio Simas (12 de julho de 2013), Galeria Luciano Martins, consultado em 12 de setembro de 2017